# Средно училище „Св. св. Кирил и Методий“ (Созопол)
Средно училище „Св. св. Кирил и Методий“ е гимназия в град Созопол, област Бургас, създадена през 1880 г. Патрон на училището са братята Кирил и Методий. То е разположено на ул. „Каваците“ № 9. Към 2024 г. директор е Димитрина Николова Щерионова.

## История
В периода от 1859 до 1880 г. в Созопол съществува гръцко училище. През 1880 г. е създадена българска община с център Созопол и се въвежда преподаване на български език. До септември 1981 г. то съществува като Народно основно училище „Кирил и Методий“. През 1984 г. се преобразува в ЕСПУ – I категория, а от септември 1986 г. преминава във II категория. През есента на 1991 г. то се преобразува в СОУ „Св. св. Кирил и Методий“. На 15 ноември 2000 г. със заповед № РД-14-213 на министъра на образованието СОУ „Св. св. Кирил и Методий“ става основно училище с обучение на ученици до VIII клас. През 2012 г. със заповед № РД-14-55 от 14 май 2012 г. на МОМН то се преобразува в средно.